# André Negão
André Rodrigues (, 1968 — 1 de abril de 2018), mais conhecido como André Negão, foi um baixista brasileiro.
Já atuou com alguns nomes da música brasileira de diferentes estilos, como Marquinhos Satã, Almir Guineto, Jovelina Pérola Negra, MPB4, Lulu Santos, Quarteto em Cy, Fábio Fonseca, Pery Ribeiro, Marina Lima, Gilberto Gil, Paulo Ricardo, Leonardo Gonçalves, Martinho da Vila, As Sublimes, Gabriel o Pensador, Sandra de Sá, Ed Motta, Fernanda Abreu, Claudinho & Buchecha, Arthur Maia, Ricardo Silveira, Léo Gandelman, Raul Mascarenhas, Claudinho Infante, Guilherme Dias Gomes, Torquato Mariano, Paulo Braga, Carlos Balla e Vittor Santos Orquestra.
Além disso, integra  o grupo Foco com João Castilho, Renato Massa e Marcelo Martins, onde tocam composições próprias e arranjos de músicas de outros autores. Lançou em 2005 o seu primeiro CD solo, Codificado.
Em 1 de abril de 2018, foi vítima de um atropelamento no Aterro do Flamengo, na cidade do Rio de Janeiro, enquanto praticava ciclismo. Anteriormente, em 2006, André já tinha sido atropelado na Barra da Tijuca.